# Earinis bimaculatus
Earinis bimaculatus är en skalbaggsart som beskrevs av Lea 1917. Earinis bimaculatus ingår i släktet Earinis och familjen långhorningar. Inga underarter finns listade i Catalogue of Life.